# We Need to Talk About Kevin
We Need to Talk About Kevin is een thriller-drama uit 2011, gebaseerd op de gelijknamige roman uit 2003 van Lionel Shriver.

## Het verhaal
Tilda Swinton speelt de moeder van Kevin, een kind met een antisociale persoonlijkheidsstoornis. De film beschrijft het opgroeien van de manipulatieve en sadistische Kevin en de verwoestende invloed die hij heeft op zijn omgeving.